# Старрок, Пол
Пол Ста́ррок (англ. Paul Sturrock; 10 октября 1956, Эллон, Шотландия) — шотландский футболист, участник чемпионатов мира 1982 и 1986 годов. Выступал на позиции нападающего.

## Карьера

### Клубная
Пол Старрок всю карьеру игрока провёл в одном клубе — «Данди Юнайтед». Форвард дебютировал в команде 18 сентября 1974 года в матче Кубка кубков против румынского клуба «Жиул» (Петрошаны). В свой первый сезон под руководством Джима Маклейна Старрок сыграл 12 матчей в чемпионате Шотландии и забил 6 голов. Впервые нападающий отличился в матче с «Рейнджерс» 5 апреля 1975 года.
В сезоне 1975/76 Старрок дебютировал в кубке УЕФА, где забил 1 гол в 4 сыгранных матчах. Во внутреннем чемпионате для «Юнайтед» сезон сложился неудачно: команда сохранила место в высшем дивизионе лишь по разнице мячей.
На третий год профессиональной карьеры Пол Старрок принял участие во всех 36 матчах чемпионата. По итогам сезона форвард забил 15 мячей, став лучшим бомбардиром «Данди Юнайтед». Команда же вновь попала в зону еврокубков, заняв четвёртое место.
В сезоне 1979/80 нападающий сыграл 33 матча в чемпионате Шотландии и забил 4 гола. Более результативно форвард играл в кубке лиги: он забил 6 голов в 9 матчах, один из которых — в победной переигровке финала с «Абердином». В следующем финале турнира Пол Старрок также принял участие и снова забил, на этот раз дважды в ворота Бобби Геддса из «Данди». В то время команда регулярно играла в еврокубках и голы Старрока порой приносили победы его клубу. Так было 3 ноября 1981 года, когда гол форварда в ответной игре второго раунда кубка УЕФА против менхенгладбахской «Боруссии» стал третьим и решающим в двухматчевом противостоянии
.
Шотландцы выиграли 5:0 после проигранного со счётом 0:2 первого матча. По итогам 1982 года футбольные журналисты признали нападающего игроком года в Шотландии.
В сезоне 1982/83 «Данди Юнайтед» впервые в своей истории стал чемпионом Шотландии. Старрок внёс вклад в общий успех, забив в 28 сыгранных матчах 8 голов. Выигрыш национального чемпионата дал возможность игрокам «Юнайтед» дебютировать в Кубке чемпионов. Пол Старрок отыграл на турнире 5 матчей, в том числе последний для «арабов» — ответный полуфинальный на «Стадио Олимпико»
.
В чемпионате Шотландии 1983/84 Пол Старрок сыграл лишь 17 матчей, пропустив часть сезона из-за травмы. К началу следующего чемпионата форвард восстановился и по итогам сезона на его счету было 15 забитых мячей в 30 матчах. 17 ноября 1984 года Старрок установил рекорд чемпионатов Шотландии, забив 5 мячей в 1 игре (в ворота «Мортона»).
Старрок в составе «Данди Юнайтед» играл в обоих финальных матчах Кубка УЕФА 1986/87. После этого карьера нападающего пошла на спад, и в двух последующих сезонах он сыграл по 9 матчей в чемпионате страны. 8 апреля 1989 года в дерби против «Данди» форвард забил последний гол, а 5 недель спустя провёл и заключительный матч в карьере. Всего за карьеру Пол Старрок сыграл за «мандаринов» 576 матчей в различных турнирах и забил 171 гол
.

### В сборной
С 1976 по 1977 годы Пол Старрок выступал за молодёжную сборную Шотландии. Впервые сыграл за команду 12 октября 1977 года в товарищеском матче с чехословацкими сверстниками. 9 февраля 1977 года форвард забил свой первый гол за «молодёжку» (в ворота команды Уэльса)
.
Всего нападающий сыграл за молодёжную сборную 9 матчей.
Выйдя на замену в прошедшем 16 мая 1981 года матче против Уэльса, Старрок дебютировал в первой сборной Шотландии. 16 ноября того же года он забил свой первый гол за сборную (в ворота португальцев). В 1982 году форвард попал в заявку команды на чемпионат мира, но ни одного матча на турнире не сыграл. 4 июня 1986 года Пол Старрок всё же дебютировал на мировом первенстве (в матче группового этапа с Данией) и 9 дней спустя сыграл ещё и против Уругвая. По окончании чемпионата мира нападающий лишь раз вышел на поле в футболке национальной сборной (1 апреля 1987 года в отборочном матче к чемпионату Европы против команды Бельгии). Всего на его счету 20 матчей и 3 забитых гола за сборную.

### Тренерская
Закончив карьеру игрока, Пол Старрок остался в «Данди Юнайтед» в качестве помощника главного тренера. С уходом Джима Маклейна из клуба в 1993 году Старрок также покинул команду и следующие 5 лет тренировал «Сент-Джонстон». С 1998 по 2000 год бывший форвард был главным тренером «Данди Юнайтед», а затем продолжил карьеру в Англии, несмотря на диагностированную у него в 2000 году болезнь Паркинсона
.
Работу в Англии Пол Старрок начал в клубе Второй лиги «Плимут Аргайл» и за 4 года вывел команду в Первую лигу. С марта по август 2004 года тренер возглавлял клуб Премьер-лиги «Саутгемптон», затем до 2006 года работал в «Шеффилд Уэнсдей», сумев вывести команду из Первой лиги в Чемпионшип.
В 2006 году Старрок вновь пришёл в команду Второй лиги («Суиндон Таун») и опять сумел добиться с ней повышения в классе. С 2007 по 2009 год тренер вновь работал в клубе «Плимут Аргайл», пробившимся к тому времени в Чемпионшип. С сезона 2010/11 и до марта 2013 года шотландец снова тренировал команду Второй лиги, на этот раз — «Саутенд Юнайтед».

## Статистика
| Матчи Пола Старрока за сборную Шотландии | Матчи Пола Старрока за сборную Шотландии | Матчи Пола Старрока за сборную Шотландии | Матчи Пола Старрока за сборную Шотландии | Матчи Пола Старрока за сборную Шотландии | Матчи Пола Старрока за сборную Шотландии | Матчи Пола Старрока за сборную Шотландии |
| ---------------------------------------- | ---------------------------------------- | ---------------------------------------- | ---------------------------------------- | ---------------------------------------- | ---------------------------------------- | ---------------------------------------- |
| №                                        | Дата                                     | Оппонент                                 | Счёт                                     | Голы Старрока                            | Соревнование                             |                                          |
| 1                                        | 16 мая 1981                              | Уэльс                                    | 0:2                                      | —                                        | Домашний чемпионат 1981/82               |                                          |
| 2                                        | 19 мая 1981                              | Северная Ирландия                        | 2:0                                      | —                                        | Домашний чемпионат 1981/82               |                                          |
| 3                                        | 23 мая 1981                              | Англия                                   | 1:0                                      | —                                        | Домашний чемпионат 1981/82               |                                          |
| 4                                        | 18 ноября 1981                           | Португалия                               | 1:2                                      | 1                                        | Отборочный матч ЧМ—1982                  |                                          |
| 5                                        | 28 апреля 1982                           | Северная Ирландия                        | 1:1                                      | —                                        | Домашний чемпионат 1981/82               |                                          |
| 6                                        | 24 мая 1982                              | Уэльс                                    | 0:1                                      | —                                        | Домашний чемпионат 1981/82               |                                          |
| 7                                        | 29 мая 1982                              | Англия                                   | 0:1                                      | —                                        | Домашний чемпионат 1981/82               |                                          |
| 8                                        | 13 октября 1982                          | ГДР                                      | 2:0                                      | 1                                        | Отборочный матч ЧЕ—1984                  |                                          |
| 9                                        | 17 ноября 1982                           | Швейцария                                | 0:2                                      | —                                        | Отборочный матч ЧЕ—1984                  |                                          |
| 10                                       | 15 декабря 1982                          | Бельгия                                  | 2:3                                      | —                                        | Отборочный матч ЧЕ—1984                  |                                          |
| 11                                       | 12 июня 1983                             | Канада                                   | 2:0                                      | —                                        | Товарищеский матч                        |                                          |
| 12                                       | 16 июня 1983                             | Канада                                   | 3:0                                      | —                                        | Товарищеский матч                        |                                          |
| 13                                       | 20 июня 1983                             | Канада                                   | 2:0                                      | —                                        | Товарищеский матч                        |                                          |
| 14                                       | 28 февраля 1984                          | Уэльс                                    | 2:1                                      | —                                        | Домашний чемпионат 1983/84               |                                          |
| 15                                       | 12 сентября 1984                         | Югославия                                | 6:1                                      | 1                                        | Товарищеский матч                        |                                          |
| 16                                       | 28 января 1986                           | Израиль                                  | 1:0                                      | —                                        | Товарищеский матч                        |                                          |
| 17                                       | 29 апреля 1986                           | Нидерланды                               | 0:0                                      | —                                        | Товарищеский матч                        |                                          |
| 18                                       | 4 июня 1986                              | Дания                                    | 0:1                                      | —                                        | Чемпионат мира—1986                      |                                          |
| 19                                       | 13 июня 1986                             | Уругвай                                  | 0:0                                      | —                                        | Чемпионат мира—1986                      |                                          |
| 20                                       | 1 апреля 1987                            | Бельгия                                  | 0:1                                      | —                                        | Отборочный матч ЧЕ—1988                  |                                          |

Итого: 20 матчей, 3 гола; 9 побед, 3 ничьи, 8 поражений.

## Достижения

### Командные
- Чемпион Шотландии (1): 1982/83
- Финалист кубка Шотландии (4): 1980/81, 1984/85, 1986/87, 1987/88
- Обладатель кубка шотландской лиги (2): 1979/80, 1980/81
- Финалист кубка шотландской лиги (2): 1981/82, 1984/85
- Финалист кубка УЕФА (1): 1986/87

### Личные
- Игрок года по версии Шотландской ассоциации футбольных журналистов (1): 1982